# Agapythidae
Agapythidae es una pequeña familia de coleópteros polifagos. Tiene uno solo género Agapytho con una única especie, Agapytho foveicollis.